# 棟多區
19°37′S 34°45′E / 19.617°S 34.750°E

棟多區（葡萄牙語：Dondo），是莫桑比克的行政區，位於該國中東部，由索法拉省負責管轄，首府設於棟多，面積2,306平方公里，2007年人口142,387，人口密度每平方公里62人。